# Горбеа (Чилі)
Горбеа (ісп. Gorbea) — місто в Чилі. Адміністративний центр однойменної комуни. Населення — 7852 особи (2002). Місто і комуна входить до складу провінції Каутин і регіону Арауканія.
Територія комуни — 694,5 км². Чисельність населення — 15 482 мешканців (2007). Щільність населення — 22,29 чол./км².

## Розташування
Місто розташоване за 42 км на південь від адміністративного центру області міста Темуко.
Комуна межує:
- на півночі — з комуною Пітруфкен
- на півдні — з комуною Лонкоче
- на заході — з комуною Тольтен

## Демографія
Згідно з даними, зібраними під час перепису Національним інститутом статистики, населення комуни становить 15 482 особи, з яких 7735 чоловіків та 7747 жінок.
Населення комуни становить 1,65 % від загальної чисельності населення регіону Арауканія. 40,44 % належить до сільського населення та 59,56 % — міське населення.

### Найважливіші населені пункти комуни
- Гобреа (місто) — 7852 мешканців
- Ластаррія (селище) — 1561 мешканець